# Lepidoblepharis sanctaemartae
Lepidoblepharis sanctaemartae — вид геконоподібних ящірок родини Sphaerodactylidae. Мешкає в Панамі, Колумбії і Венесуели.

## Поширення і екологія
Lepidoblepharis sanctaemartae мешкають в центральній і східній Панамі, на півночі Колумбії, зокрема в передгір'ях Анд і гірського масиву Сьєрра-Невада-де-Санта-Марта, а також на крайньому заході Венесуели, на схилах гір Сьєрра-де-Періха. Вони живуть у вологих і сухих тропічних лісах, серед опалого листя, трапляються в садах і поблизу людських поселень. Зустрічаються на висоті до 600 м над рівнем моря.